# Astacopsidrilus
Astacopsidrilus is een geslacht van ringwormen uit de familie van de Phreodrilidae.

## Soorten
- Astacopsidrilus beckettae Pinder & Brinkhurst, 1997
- Astacopsidrilus campbellianus (Benham, 1909)
- Astacopsidrilus edwardi Pinder, 2003
- Astacopsidrilus fusiformis Goddard, 1909
- Astacopsidrilus hibernicus Schmelz, 2020
- Astacopsidrilus jamiesoni Brinkhurst, 1991
- Astacopsidrilus myothyros Pinder & Brinkhurst, 1997
- Astacopsidrilus naceri Giani & Martin, 1995
- Astacopsidrilus notabilis Goddard, 1909
- Astacopsidrilus novus Jackson, 1931
- Astacopsidrilus ostiensis Pinder & Erséus, 2000
- Astacopsidrilus plumaseta (Brinkhurst & Fulton, 1979)
- Astacopsidrilus ryuteki Martin & Ohtaka, 2008